# 于晓明
于晓明（1957年7月—），山东海阳人。中华人民共和国政治人物。

## 生平
1975年8月参加工作，1983年7月加入中国共产党。1983年7月山东大学中文系汉语言文学专业毕业，获文学学士学位。
早年曾为济南市历城县港沟镇下乡知青，山东省交通厅工程大队工会干事，济南黄河公路大桥会战指挥部政治处干事。高考恢复后入山东大学中文系汉语言文学专业学习。毕业后分配到中共山东省委办公厅，历任综合室、秘书处、秘书二处干部，办公室副科级秘书，办公室副处级秘书，办公室副主任，办公室正处级秘书，督查处副处长、处长，助理巡视员兼督查处处长，助理巡视员等职。2000年7月，任中共山东省委办公厅副主任。2002年10月，任中共山东省委副秘书长、办公厅副主任。2003年10月，任中共山东省委副秘书长。2005年3月，任中共山东省委副秘书长，省信访局局长。2011年9月，任中共山东省纪委副书记，省监察厅厅长。2012年12月，任中共山东省纪委副书记，省监察厅厅长兼省预防腐败局局长。2013年2月，转任中共山东省菏泽市委书记、市委党校校长，次年1月兼任市人大常委会主任。2014年11月，升任山东省人民政府副省长、党组成员。2015年6月，晋升中共山东省委常委并任省委秘书长。2017年2月，任省人大常委会副主任，同年6月不再担任中共山东省委常委、秘书长。2018年2月24日，当选为第十三届全国人大代表。